# Campeprosopa ornata
Campeprosopa ornata är en tvåvingeart som beskrevs av Edwards 1919. Campeprosopa ornata ingår i släktet Campeprosopa och familjen vapenflugor. Inga underarter finns listade i Catalogue of Life.